# 陸上自衛隊武器学校

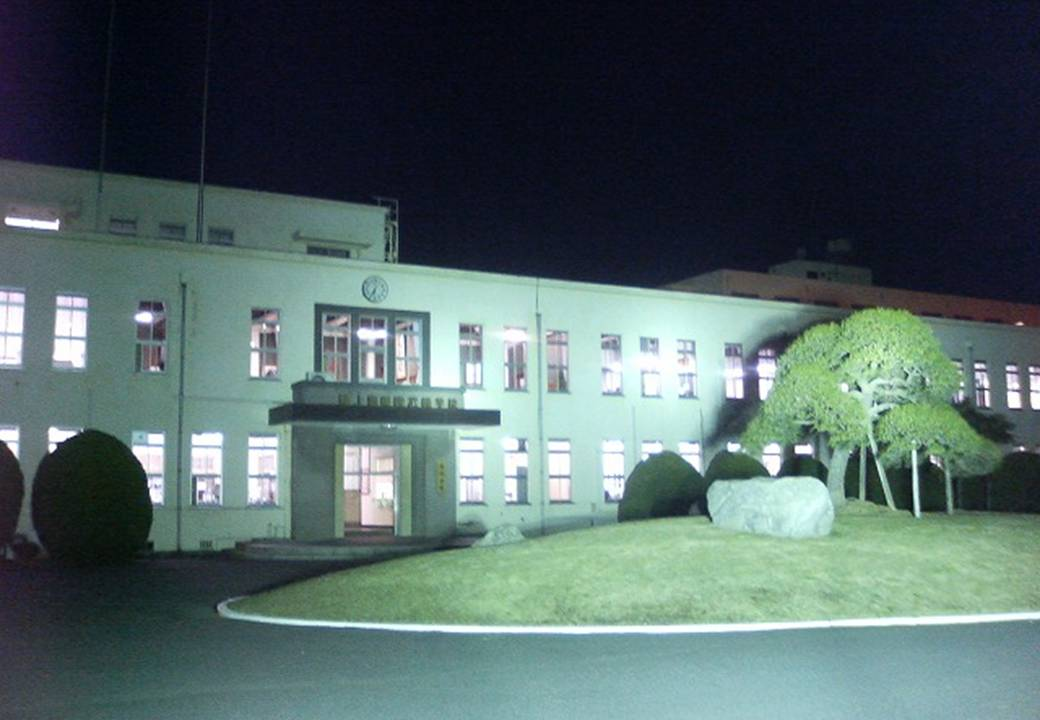
本部庁舎

陸上自衛隊武器学校（りくじょうじえいたい ぶきがっこう、JGSDF Ordnance School）は、陸上自衛隊土浦駐屯地（茨城県阿見町）に所在する防衛大臣直轄機関（学校）のひとつである。

## 概要
学校長は陸将補（二）が充てられ、土浦駐屯地司令を兼務している。後方支援部隊などの指揮官、幕僚を養成する兵站・運用教育、陸上自衛隊の各種装備品の整備員を養成する整備教育や、不発弾処理などの教育を実施している。また、装備品の研究開発や補給、整備を行う部隊の運用などの研究も行っている。阿見町立施設である「予科練平和記念館」に隣接している。

## 沿革
車両整備講習所
- 1951年（昭和26年）10月3日：警察予備隊の車両整備講習所（東京都立川市）として創設。

総隊武器学校
- 1952年（昭和27年）
  - 1月21日：車両整備講習所を廃止し、総隊武器学校として旧立川駐屯地（現：東立川駐屯地）に新編[2]。
  - 9月15日：総隊武器学校が旧立川駐屯地から土浦駐屯地に移転。
  - 9月25日：土浦移駐開庁式。

保安隊武器学校
- 1952年（昭和27年）10月15日：保安隊発足に伴い、総隊武器学校（土浦駐屯地）が保安隊武器学校に改組。

陸上自衛隊武器学校
- 1954年（昭和29年）7月1日：陸上自衛隊発足に伴い、保安隊武器学校（土浦駐屯地）が陸上自衛隊武器学校に改称。
- 1959年（昭和34年）8月13日：武器教導隊が土浦駐屯地において編成完結。陸上自衛隊武器学校に隷属。
- 1999年（平成11年）4月：武器科・需品科・輸送科・施設科・通信科・化学科職種の幹部を対象とした幹部特修課程（兵站）の教育を開始。
- 2007年（平成19年）3月28日：教育部を廃止し、第1教育部および第2教育部を設置。
- 2018年（平成30年）4月3日：兵站センター事務局運営開始[3]（センター長は武器学校長が兼務）。
- 2024年（令和06年）8月1日：後方支援学校準備室が開設[4]。
- 2025年（令和07年）3月17日：後方支援学校準備室が陸上自衛隊輸送学校に移設[4]。
- 2026年（令和08年）3月：武器学校、需品学校、輸送学校を廃止・統合し、後方支援学校（仮称）に改組予定[5]。

## 組織編成
- 兵站センター事務局（兵站（補給、整備、輸送）および衛生に関する運用研究、共通教育の統制、部隊訓練支援などを担う[3]）
- 企画室
- 総務部（駐屯地や学校の総務業務（庶務、人事、広報、施設管理、会計、厚生、衛生など）を実施） 
  - 総務課
  - 厚生課
  - 管理課「武校」
  - 会計課
  - 衛生課
  - 教材課
- 第1教育部（学生に対し、後方支援を担任する兵站部隊の指揮官および幕僚を養成する基本教育を実施）
  - 教務課

- 第2教育部（学生に対し、陸上自衛隊の戦車、火砲、車両など武器科装備品の整備（故障探求、部品交換、修理、検査、点検、板金など）、部品の工作や弾薬補給、爆発装置の処理および不発弾処理を担任する専門技術者を養成する基本の教育を実施）
  - 火器科　　：弾薬（誘導弾を除く。）を発射させる小銃・戦車砲・機関砲等の整備を教育。
  - 車両工作科「武校」：各種車両の整備および機械工作・鍛造溶接技術を教育。
  - 誘導武器科「武校」：対地・対空・対艦誘導武器の整備を教育。
  - 弾薬科　　：武器で使用する弾薬の補給・整備等を教育。
  - 教務課
- 研究部（武器科職種の教育訓練に関する研究、武器科職種部隊の運用および武器科装備品の補給整備に関する調査研究などを実施）
- 主任教官
- 学校教官
- 研究員
- 武器教導隊（武器学校の実施する教育訓練および調査研究支援を実施）
  - 武器教導隊本部「武教-本」
  - 第1武器中隊「武教-1」
  - 第2武器中隊「武教-2」

## 主要装備
- 11式装軌車回収車

等の主要装備品を教育用として配備されている。

## 主要幹部
| 官職名                                 | 階級    | 氏名     | 補職発令日     | 前職                                       |
| -------------------------------------- | ------- | -------- | -------------- | ------------------------------------------ |
| 陸上自衛隊武器学校長 兼 土浦駐屯地司令 | 陸将補  | 佐藤洋   | 2025年08月01日 | 陸上自衛隊九州補給処長 兼 目達原駐屯地司令 |
| 副校長 兼 企画室長                     | 1等陸佐 | 冨吉直樹 | 2023年08月01日 | 陸上自衛隊教育訓練研究本部主任教官         |
| 総務部長                               | 1等陸佐 | 高橋正尚 | 2024年08月01日 | 陸上自衛隊補給統制本部弾薬部長             |
| 第1教育部長                            | 1等陸佐 | 加藤和彦 | 2024年12月20日 | 陸上自衛隊関東補給処火器車両部長           |
| 第2教育部長                            | 1等陸佐 | 櫻木良文 | 2025年08月01日 | 陸上自衛隊輸送学校勤務                     |
| 研究部長                               | 2等陸佐 | 矢冨考治 | 2025年08月01日 | 陸上自衛隊武器学校第2教育部長              |

| 代 | 氏名                   | 在職期間               | 出身校・期                       | 前職                                              | 後職                                             |
| -- | ---------------------- | ---------------------- | -------------------------------- | ------------------------------------------------- | ------------------------------------------------ |
| 01 | 谷本政一 （1等保安正） | 1952.1.21 - 1953.8.15  | 海機33期                         |                                                   | 保安隊需品補給しよう長 兼 松戸駐とん地部隊長     |
| 02 | 池上巌                 | 1953.8.16 - 1957.8.11  | 海兵54期・ 海大37期              | 北部方面幕僚長 →1954.3.16 保安監補昇任            | 陸上幕僚監部武器課長                             |
| 03 | 久保功                 | 1957.8.12 - 1959.7.31  | 北海道帝国大学 昭和7年卒         | 陸上幕僚監部武器課                                | 陸上自衛隊武器補給処長 兼 霞ケ浦駐とん地司令     |
| 04 | 浦部聖                 | 1959.8.1 - 1961.7.31   | 海兵56期                         | 第三管区副総監 兼 伊丹駐とん地司令                | 北部方面総監部付 →1961.11.15 停年退官            |
| 05 | 土屋正夫               | 1961.8.1 - 1964.3.15   | 東京工業大学 昭和9年卒           | 第五管区副総監 兼 帯広駐とん地司令                | 技術研究本部技術開発官                           |
| 06 | 岡新次                 | 1964.3.16 - 1969.3.16  | 北海道帝国大学 昭和12年卒        | 陸上自衛隊武器補給処副処長 →1968.7.1 陸将昇任     | 陸上幕僚監部付 →1969.7.1 退職                    |
| 07 | 宇宿行久               | 1969.3.17 - 1970.7.15  | 大阪帝国大学 昭和16年卒          | 陸上自衛隊武器学校副校長 兼 企画室長              | 陸上幕僚監部付 →1970.12.31 退職                  |
| 08 | 榮啓二郎               | 1970.7.16 - 1972.6.30  | 東京帝国大学 昭和16年卒          | 陸上自衛隊武器補給処副処長 →1972.1.1 陸将昇任     | 陸上自衛隊武器補給処長 兼 霞ケ浦駐とん地司令     |
| 09 | 川上進                 | 1972.7.1 - 1974.3.15   | 陸士53期                         | 中部方面総監部幕僚副長                            | 陸上自衛隊九州地区補給処長 兼 目達原駐とん地司令 |
| 10 | 森下茂                 | 1974.3.16 - 1976.3.15  | 京都帝国大学 昭和18年卒          | 陸上自衛隊幹部学校教官                            | 陸上幕僚監部付 →1976.4.1 退職                    |
| 11 | 森清                   | 1976.3.16 - 1978.7.27  | 陸航士58期                       | 陸上自衛隊武器学校副校長 兼 企画室長              | 陸上自衛隊九州地区補給処長 兼 目達原駐とん地司令 |
| 12 | 樋口浩一郎             | 1978.7.28 - 1980.6.30  | 海機55期                         | 調達実施本部東京支部副支部長 →1979.8.1 陸将昇任   | 退職                                             |
| 13 | 井原公夫               | 1980.7.1 - 1982.3.15   | 海兵76期・ 新居浜工専 昭和22年卒 | 自衛隊熊本地方連絡部長 →1981.7.1 陸将昇任         | 陸上自衛隊九州地区補給処長 兼 目達原駐とん地司令 |
| 14 | 磯野盛雄               | 1982.3.16 - 1984.3.15  | 陸士60期・ 中央大学 昭和30年卒   | 自衛隊兵庫地方連絡部長 →1982.9.1 陸将昇任         | 退職                                             |
| 15 | 高木謙次 （陸将）      | 1984.3.16 - 1985.6.30  | 北海道大学 昭和28年卒            | 陸上幕僚監部装備部長                              | 調達実施本部副本部長 （調達管理第一担当）        |
| 16 | 八田浩明 （陸将）      | 1985.7.1 - 1988.3.15   | 金沢大学 昭和28年卒              | 調達実施本部東京支部副支部長                      | 退職                                             |
| 17 | 坂柳成功               | 1988.3.16 - 1990.3.6   | 防大1期                          | 防衛大学校教授                                    | 死亡                                             |
| 18 | 郷原一保               | 1990.3.6 - 1991.6.30   | 防大2期                          | 調達実施本部東京支部副支部長                      | 退職                                             |
| 19 | 木村欣浩               | 1991.7.1 - 1994.3.22   | 防大5期                          | 陸上幕僚監部装備部副部長                          | 技術研究本部技術開発官 （陸上担当）              |
| 20 | 衛藤貞宗               | 1994.3.23 - 1995.6.29  | 防大5期                          | 陸上自衛隊航空学校副校長                          | 退職                                             |
| 21 | 土井義尚               | 1995.6.30 - 1997.3.25  | 防大9期                          | 統合幕僚会議事務局 第4幕僚室長                    | 技術研究本部技術開発官 （陸上担当）              |
| 22 | 田原明彦               | 1997.3.26 - 1998.3.25  | 防大9期                          | 調達実施本部副本部長 （調達管理第二担当）         | 技術研究本部技術開発官 （陸上担当）              |
| 23 | 小田宮誠               | 1998.3.26 - 2000.6.29  | 防大10期                         | 調達実施本部東京支部副支部長 →1998.7.1 陸将補昇任 | 退職                                             |
| 24 | 後藤健次               | 2000.6.30 - 2002.3.21  | 防大11期                         | 第6師団副師団長 兼 神町駐屯地司令                 | 退職                                             |
| 25 | 神本光伸               | 2002.3.22 - 2004.3.28  | 防大14期                         | 防衛医科大学校学生部長                            | 退職                                             |
| 26 | 飯島矢素夫             | 2004.3.29 - 2005.3.27  | 防大15期                         | 契約本部副本部長 （契約管理第二担当）             | 退職                                             |
| 27 | 安井剛                 | 2005.3.28 - 2006.8.3   | 防大16期                         | 陸上自衛隊関東補給処副処長                        | 退職                                             |
| 28 | 福田裕                 | 2006.8.4 - 2008.7.31   | 防大20期                         | 陸上自衛隊九州補給処長 兼 目達原駐屯地司令        | 退職                                             |
| 29 | 新村暢宏               | 2008.8.1 - 2009.12.6   | 防大21期                         | 中部方面総監部装備部長                            | 陸上自衛隊中央業務支援隊長 兼 市ヶ谷駐屯地司令   |
| 30 | 若月寿一               | 2009.12.7 - 2011.8.4   | 防大23期                         | 東北方面総監部幕僚副長                            | 陸上自衛隊北海道補給処長 兼 島松駐屯地司令       |
| 31 | 濱﨑久実               | 2011.8.5 - 2013.12.17  | 防大23期                         | 陸上自衛隊東北補給処長                            | 退職                                             |
| 32 | 宮本忠明               | 2013.12.18 - 2015.3.29 | 防大24期                         | 装備施設本部副本部長 （武器需品担当）             | 退職                                             |
| 33 | 市川文一               | 2015.3.30 - 2017.7.31  | 防大27期                         | 自衛隊愛知地方協力本部長                          | 退職                                             |
| 34 | 眞弓康次               | 2017.8.1 - 2019.8.22   | 防大31期                         | 防衛監察本部監察官                                | 防衛装備庁調達事業部調達総括官                   |
| 35 | 六車昌晃               | 2019.8.23 - 2020.12.21 | 生徒25期・ 日本大学 昭和62年卒   | 陸上自衛隊関東補給処副処長                        | 退職                                             |
| 36 | 坂本正義               | 2020.12.22 - 2023.8.28 | 防大32期                         | 中部方面総監部装備部長                            | 退職                                             |
| 37 | 星指吉見               | 2023.8.29 - 2025.7.31  | 生徒30期・ 防大35期              | 防衛装備庁調達事業部調達総括官                    | 陸上自衛隊高等工科学校長 兼 武山駐屯地司令       |
| 38 | 佐藤洋                 | 2025.8.1 -             | 防大37期                         | 陸上自衛隊九州補給処長 兼 目達原駐屯地司令        |                                                  |

## 警備隊区
茨城県のうち、「土浦分区」と呼称される3市2町1村を担任とする。龍ケ崎市、牛久市、稲敷市、阿見町、河内町、美浦村

## 保管・展示品
武器学校が展示する兵器として61式戦車・74式戦車・90式戦車・10式戦車などの主力戦車を筆頭に、60式自走106mm無反動砲・60式自走81mm迫撃砲・74式自走105mm榴弾砲・75式自走155mm榴弾砲・73式牽引車・82式指揮通信車(試作車)・73式装甲車・99式自走155mm榴弾砲・96式装輪装甲車・90式戦車回収車・11式装軌車回収車などや保安隊・陸自創成期に日米相互防衛援助協定（MSA協定）によりアメリカ軍より供与されたM4中戦車・M24軽戦車・M42ダスター自走高射機関砲・M36駆逐戦車・155mm加農砲M2・203mm加農砲M2・LVT・ソ連軍のZiS-3 76mm野砲やM-42 45mm対戦車砲などを保管する。
また、帝国陸軍の三式中戦車（チヌ）と八九式中戦車乙型も収蔵されている。中でも三式中戦車は世界で唯一現存するものであり、八九式中戦車については隊員教育の一環として、また2007年（平成19年）10月14日の駐屯地開庁55周年記念の駐屯地祭のサプライズ公開として、自走できる状態までレストアされた。チヌは2022年（令和4年）の駐屯地祭後カーキ色に塗り直された。また火砲館には三八式野砲・一式機動四十七粍速射砲・四一式山砲・九一式十糎榴弾砲・九四式三十七粍砲・四年式十五糎榴弾砲・クルップ砲などが静態展示される。
小火器コーナーには火縄銃から現代火器までの多数の小火器を展示している。前大戦期の火器では三八式歩兵銃・九九式狙撃銃・九六式軽機関銃・九九式軽機関銃・九二式重機関銃・八九式重擲弾筒などの帝国陸軍を代表する火器からホ一〇三・九九式二号銃などの航空機関砲もある。また，九五式射爆照準器・九八式射爆照準器も展示され、九八式は零戦のコックピットを模した台に設置されており実際に覗くことができる。他国火器でPPSh-41・M16・56式自動歩槍・M60機関銃等がある。陸上自衛隊の64式7.62mm小銃・89式5.56mm小銃・20式5.56mm小銃も展示されており64式7.62mm小銃は試作品から制式採用品まで多数が展示され、20式5.56mm小銃は2022年（令和4年）12月現在FDE（フラットダークアース）に塗装されている。20式5.56mm小銃の開発のベースとなったHK-416・FN SCARも展示され、これらもFDE塗装となっている。

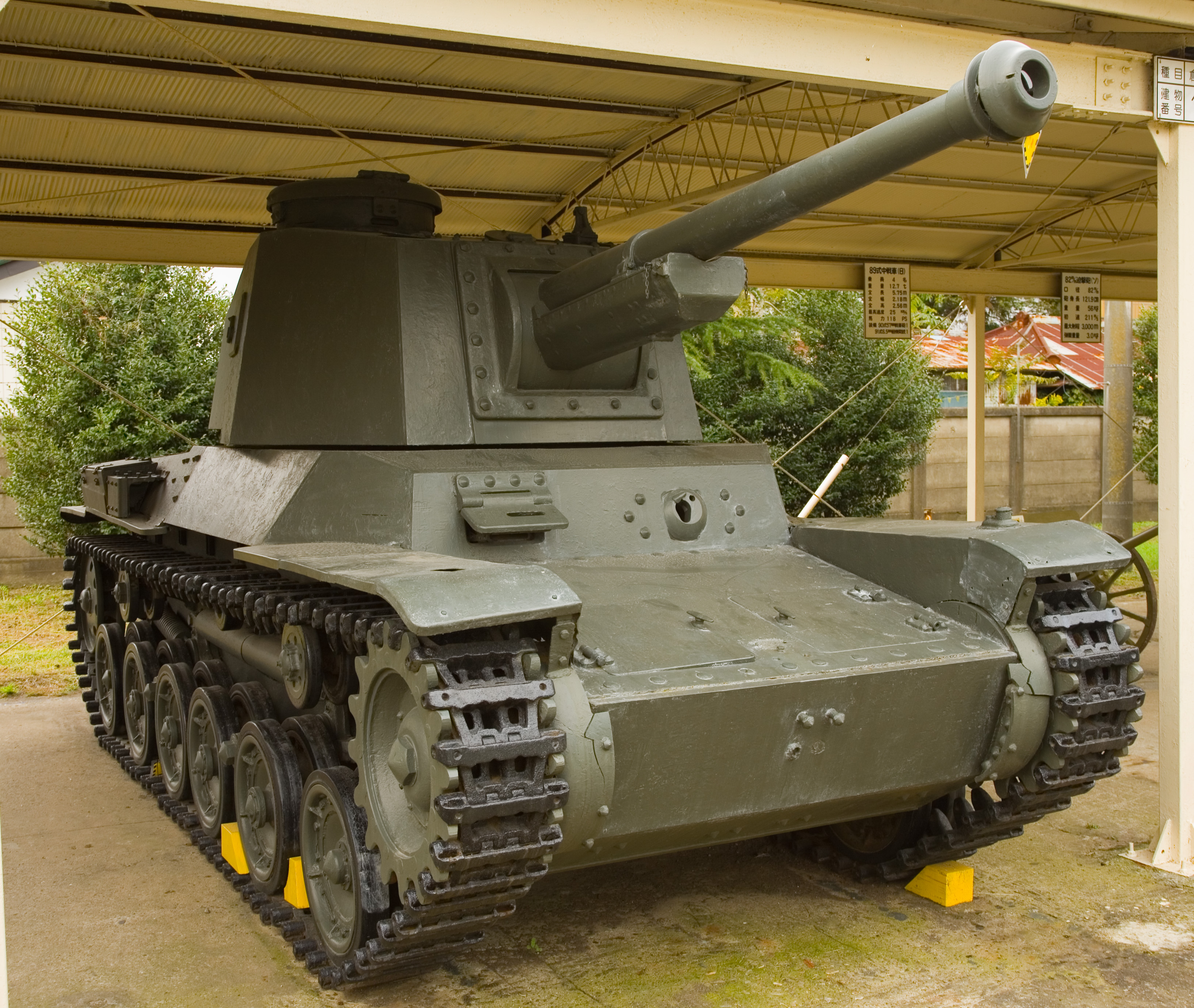
展示される三式中戦車
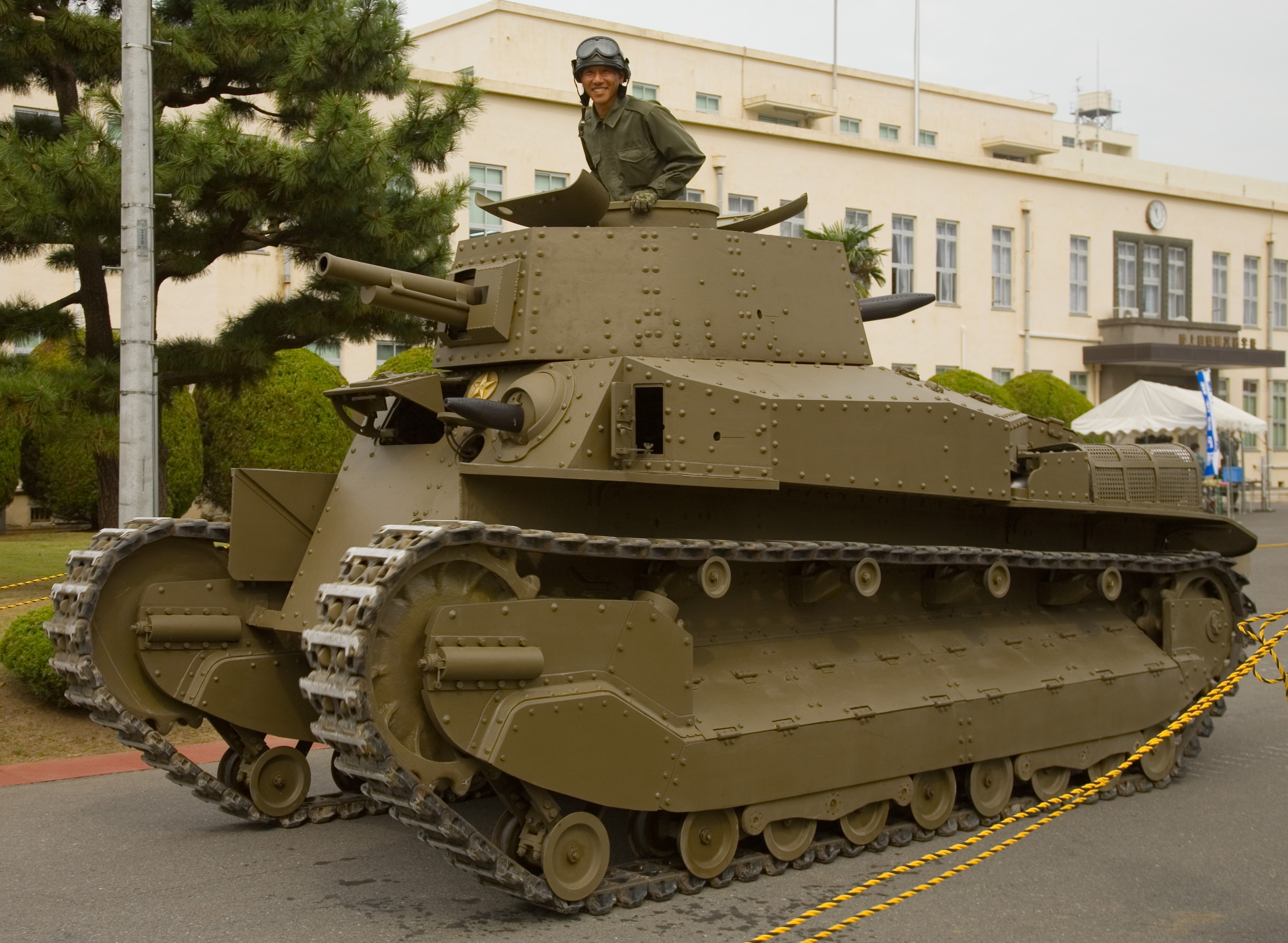
レストアされた八九式中戦車

## イベント
敷地内の桜も有名である。2018年（平成30年）3月18日には、自転車レース「アーミライド」の会場となる予定である。